# La Aldea del Obispo
La Aldea del Obispo (auch: Aldea de Trujillo) ist ein südwestspanisches Dorf und eine Gemeinde (municipio) mit 286 Einwohnern (Stand: 2024) in der Provinz Cáceres (Extremadura). 

## Lage und Klima
La Aldea del Obispo liegt im Süden der Provinz Cáceres in einer Höhe von etwa 445 m. Die Entfernung zur Hauptstadt Cáceres beträgt 42 km (Fahrtstrecke) in westsüdwestlicher Richtung. 
Das Klima ist meist warm und trocken; der eher spärliche Regen (ca. 568 mm/Jahr) fällt hauptsächlich im Winterhalbjahr.

## Bevölkerungsentwicklung
| Jahr      | 1970 | 1981 | 1991 | 2001 | 2011 | 2021 |
| Einwohner | 858  | 577  | 439  | 353  | 337  | 298  |

## Sehenswürdigkeiten

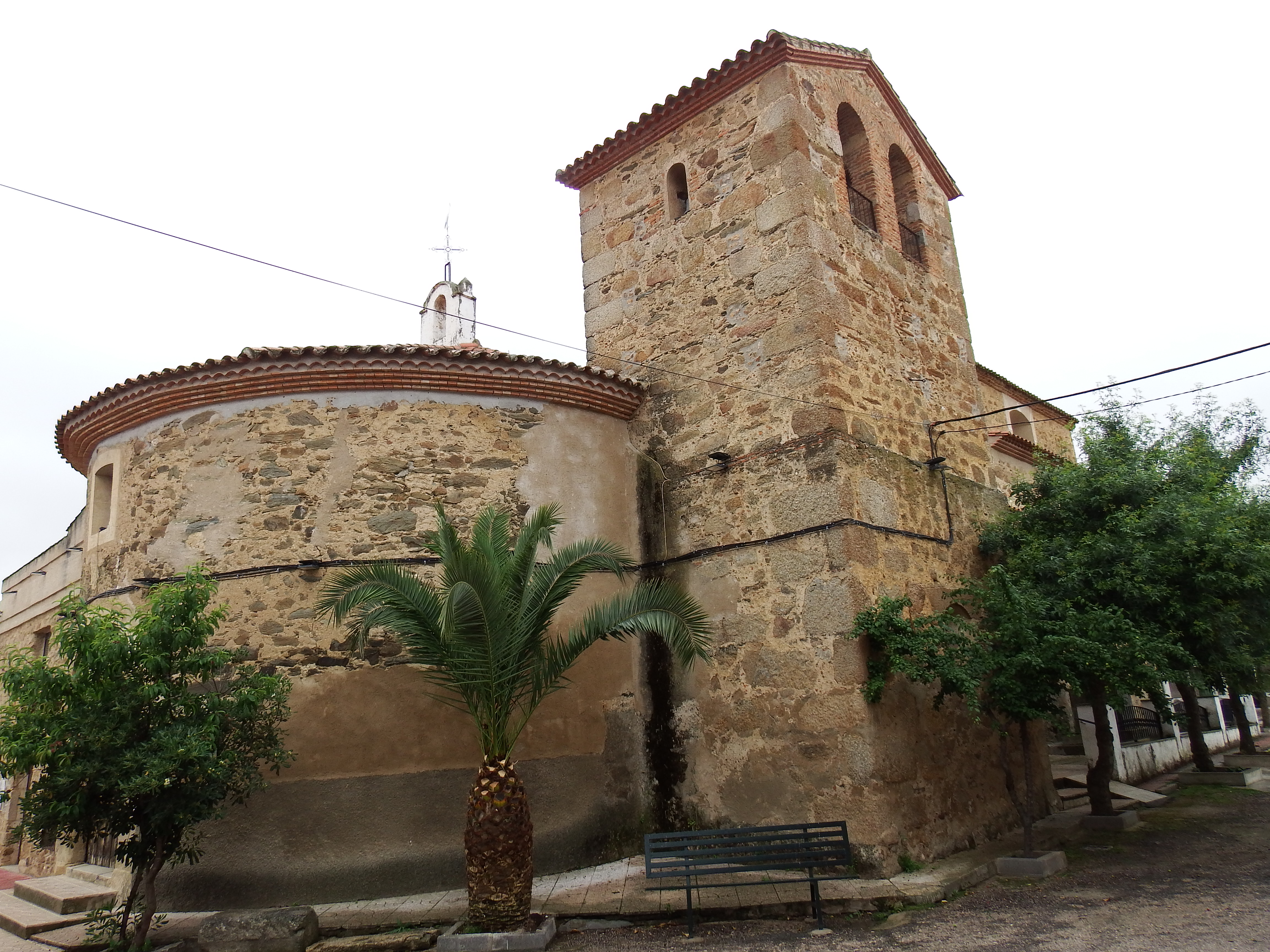
Kirche Mariä Rosen

- Kirche Mariä Rosen
- Rathaus